# خانقه، ازبکستان
خانْقا (به ازبکی: Хонқа) شهری در ولایت خوارزم کشور ازبکستان است که در سرشماری سال ۲۰۱۰ میلادی، ۴۳٬۱۰۵ نفر جمعیت داشته‌است.